# Lenz Hedvig
Lenz Hedvig Jozefa Borbála (névváltozatai: Lencz Hedvig, Lenz Hedda, férjezett neve: Bakó Lászlóné) (Budapest, 1893. február 5. – Debrecen, 1953. augusztus 6.) német származású magyar színésznő, Bakó Márta édesanyja.

## Élete
Budapesten, a Vízivárosban született Lenz Ferenc kereskedő (1853–1939) és Galata Julianna (1861–1915) harmadik gyermekeként, német anyanyelvű családban. Tizenöt éves korában, a kassai felső leányiskolában tanult meg magyarul. 1913-ban kezdte tanulmányait a Színművészeti Akadémián. Korda Sándor 1915-ben bemutatott Tutyu és Totyó című némafilmjében Veront, a szobalányt alakította. 1916-ban szerzett oklevelet, majd rövid ideig a Magyar Színházban játszott. Még akadémista növendékként ismerkedett meg Bakó Lászlóval, a Nemzeti Színház ünnepelt színészével: rövidesen egymásba szerettek, és 1917. július 27-én a Kassa melletti Regeteruszkán összeházasodtak. Lányuk, Bakó Márta 1920 tavaszán született Budapesten. 
Szépen ívelő színipályáját a spanyolnátha néven ismertté vált első nagy influenza-világjárvány törte derékba: 1920 őszén fokozatosan megbénult, és másfél évet töltött magatehetetlen állapotban. Két éven át tartó lábadozás után nyerte vissza egészségét, a színpadra azonban már nem térhetett vissza. Férje korai, váratlan halála kényszerhelyzet elé állította, özvegyi nyugdíját kiegészítve a Nemzeti Színház nézőtéri felügyelői állását vállalta el. A német megszállás után Csornán, a premontrei prépostságon talált menedéket, és csak az ostromot követően költözött vissza Budapestre. 
1951 nyarán, arra hivatkozva, hogy férjének első házasságából született fia, Bakó Barnabás őrnagy 1948 óta börtönben van, lányával együtt kitelepítették Hajdúdorogra. Utolsó éveiben több agyvérzésen esett át, melynek következtében mozgásképtelenné vált. Utolsó agyvérzését követően Debrecenbe, a nagyerdei klinikára szállították, ahol hat nappal később, 1953. augusztus 6-án elhunyt. Debrecenben, a nagyerdei temetőben helyezték örök nyugalomra.